# Championnat de la Méditerranée de cross-country
Le Championnat de la Méditerranée de cross-country (Interrégionaux de cross-country du Sud-Est) est l'une des neuf demi-finales des Championnats de France de cross-country. Les participants sont issus des régions Provence-Alpes-Côte d'Azur et Corse.

## Historique
Avant 2016 et le nouveau découpage des régions administratives, la région Languedoc-Roussillon participait à ce Championnat de la Méditerranée. À la suite de sa fusion avec la région Midi-Pyrénées, une nouvelle compétition a été créée sous le nom de championnat d'Occitanie (interrégional Méditerranée-Ouest).

## Palmarès cross long hommes
- 2001 : Luc Michard
- 2002 : Mustapha Essaid
- 2003 : Victorien Lafargue
- 2004 : Benoît Zwierzchiewski
- 2005 : Ahmed Ezzobayry
- 2006 : Khalid Zoubaa
- 2007 : El Hassan Lahssini
- 2008 : Morhad Amdouni
- 2009 : El Hassane Ben Lkhainouch
- 2010 : Ahmed Ezzobayry
- 2011 : Morhad Amdouni
- 2012 : Khalid Zoubaa
- 2013 : El Hassane Ben Lkhainouch
- 2014 : James Theuri
- 2015 : Annulé (rafales de vents d'une rare violence)
- 2016 : Said El Medouly
- 2017 : Said El Medouly
- 2018 : Quentin Cau
- 2019 : Mohammed Serghini
- 2020 : Mohammed Serghini

## Palmarès cross long femmes
- 2001 : Edwige Pitel
- 2002 : Catherine Lallemand
- 2003 : Rodica Daniela Moroianu
- 2004 : Rakiya Maraoui-Quetier
- 2005 : Fatima Yvelain
- 2006 : Fatiha Klilech-Fauvel
- 2007 : Christine Bardelle
- 2008 : Christine Bardelle
- 2009 : Fatiha Klilech-Fauvel
- 2010 : Christine Bardelle
- 2011 : Christine Bardelle
- 2012 : Christine Bardelle
- 2013 : Christine Bardelle
- 2014 : Christelle Daunay
- 2015 : Annulé
- 2016 : Charlotte Maurin
- 2017 : Laurane Picoche
- 2018 : Cassandre Beaugrand
- 2019 : Fanny Cospain
- 2020 : Louise Thebault